# Mazda
A Mazda Motor Corporation (マツダ株式会社 Macuda Kabusiki-gaisa) japán autógyártó vállalat, melynek székhelye Hirosimában, Japánban van.
2006-ra a vállalat termelése elérte az évi 1,25 millió járművet, amit elsősorban Japánban, Európában, Ausztráliában és Észak-Amerikában, kisebb mértékben Latin-Amerikában értékesítettek.
2020-ban lett a Mazda megalakulásának 100. évfordulója, mivel elődje,a Toyo Cork Kogyo LTD. 1920-ban alakult meg. A virágzó autógyártó cég ekkorra már a világon nagyon elismert és egyik legbiztonságosabb autómárkájává nőtte ki magát.

## Modellek (Wankel-motor)
- Mazda 110 S Cosmo Sport (1967–1972)
- Mazda R100 (1968–1975)
- Mazda R130 (1969–1972)
- Mazda RX-2 (1971–1974)
- Mazda RX-3 (1972–1977)
- Mazda RX-4 (1972-1977)
- Mazda Rotary Pickup (1973–1977)
- Mazda Parkway Rotary 26 (1974–1976)
- Mazda Road Pacer AP (1975–1977)
- Mazda RX-5 (1975–1981)
- Mazda Luce Legato (1977–1981)
- Mazda Cosmo AP RX-5 (1981-1990)
- Mazda Luce (1981-1986)
- Mazda Luce (1986-1991)
- Eunos Cosmo (1990-1995)
- Mazda RX-7 (1978-2002)
- Mazda RX-8

## Modellek (Otto-motor)
- Mazda 121 (1988-2003)
- Mazda 2
- Mazda 3
- Mazda 323
- Mazda 5
- Mazda 6
- Mazda 616 (1970-1977)
- Mazda 626 (1979-2002)
- Mazda 818
- Mazda 929 (1973-1992)
- Mazda B-2500
- Mazda B-2600
- Mazda BT-50
- Mazda CX-3
- Mazda CX-5
- Mazda CX-7
- Mazda CX-9
- Mazda Demio
- Mazda E
- Mazda 8 (Hongkong)
- Mazda MPV
- Mazda MX-3 (1991-1998)
- Mazda MX-5 (1989 óta)
- Mazda MX-6
- Mazda Premacy
- Mazda RX-6 (1987-1997)
- Mazda MX-7
- Mazda MX-8
- Mazda Tribute (2000-2008)
- Mazda Xedos6 (1992-1999)
- Mazda Xedos9 (1993-2002)
- Mazda R 360 (1960-1964)

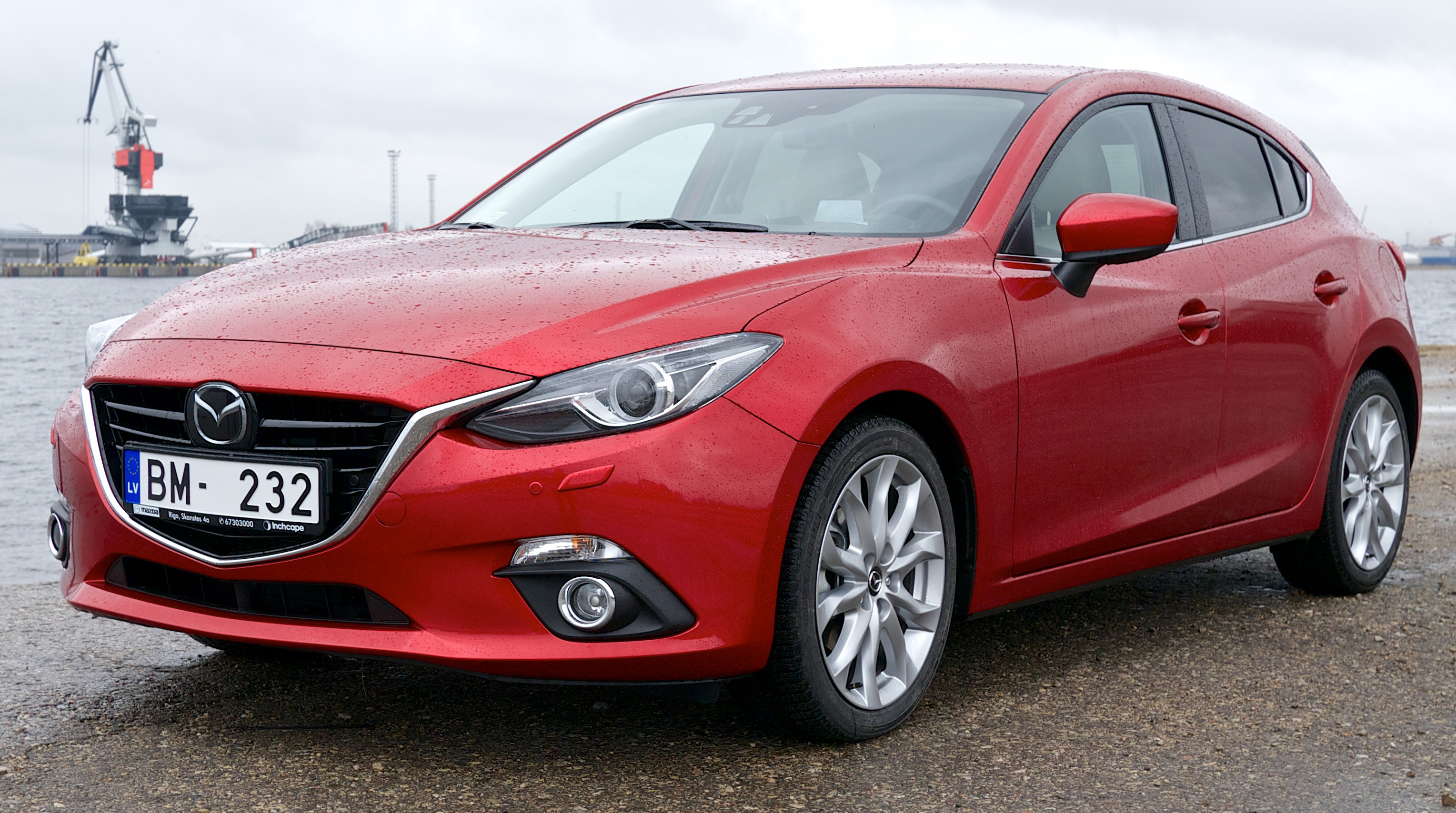
Mazda3

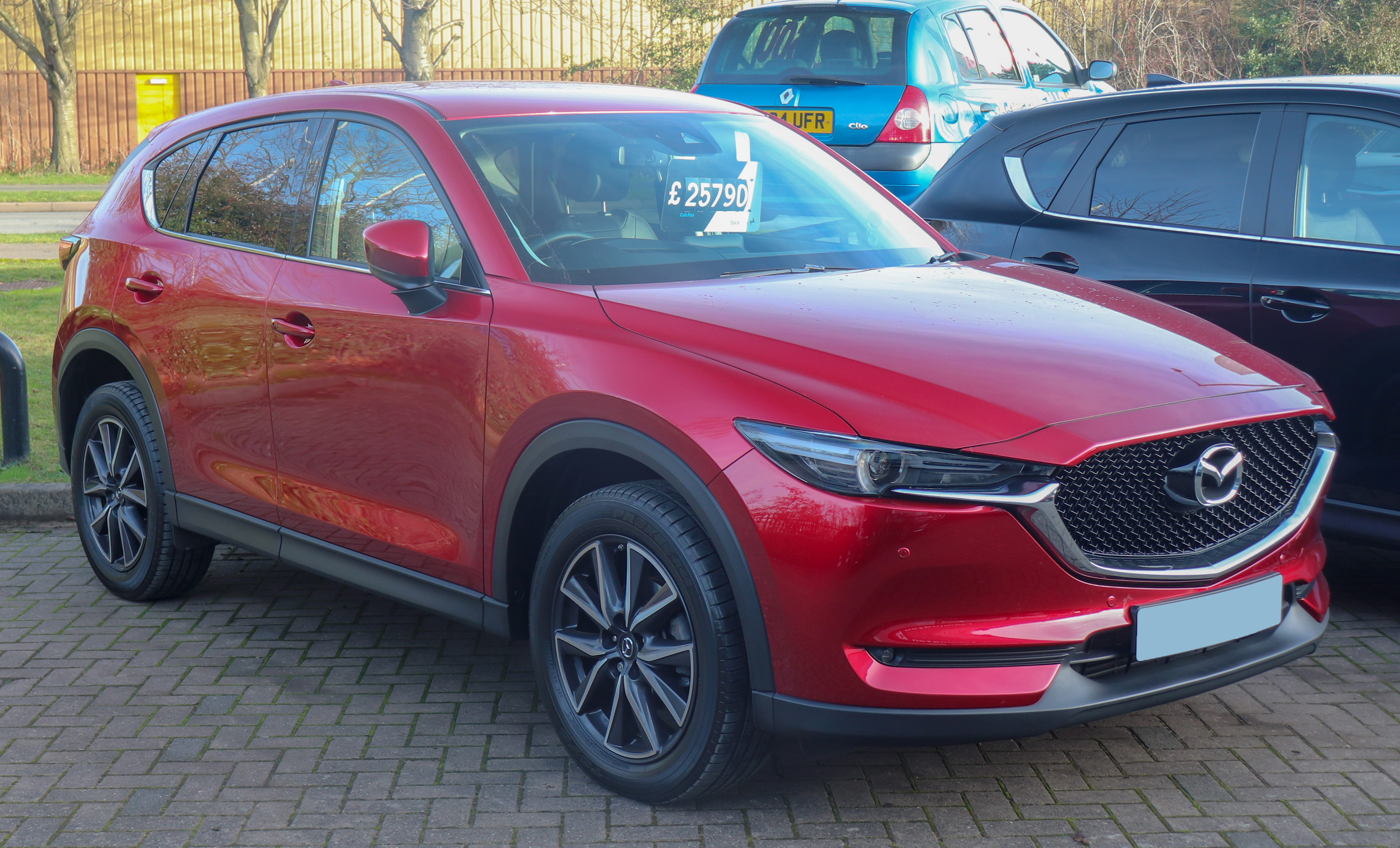
Mazda CX-5

- Mazda Carol (1960 óta) csak Japánban
- Mazda Scrum
- Mazda AZ Wagon
- Mazda AZ Offroad
- Mazda Verisa
- Mazda Biante
- Mazda 800 / Mazda 1000 / Mazda 1300 (1963-1970)

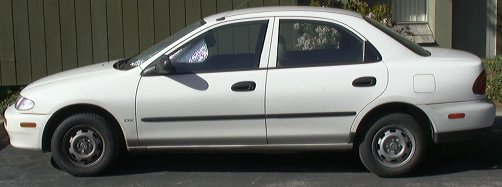
Egy Mazda gépkocsi

- Mazda 1500 / Mazda 1800
- Mazda R 360 (1960-1964)

## Versenyautók
- Mazda 787B, 4 rotoros Wankelmotor
- Mazda T616, Team LOLA - 1984 Daytona 24 órás verseny

## Története
A Mazda története Toyo Cork Kogyo Co., Ltd. néven kezdődött 1920-ban, Japánban. 1927-ben a Toyo Cork Koygo cég átnevezte magát Toyo Koygo Co., Ltd.-re. Toyo Kogyo a gépgyártás után a járműgyártás felé fordult, amikor 1931-ben bemutatta a Mazdagó-t, ami egy motoros riksára hasonlító háromkerekű jármű volt. A Toyo Kogyo a második világháború alatt végig fegyvereket gyártott a japán hadsereg számára. Ezek közül a Type 99 puska a leginkább említésre méltó. A vállalat formálisan csak 1984-ben vette fel a Mazda nevet, jóllehet már a kezdetektől minden autóját ezzel a névvel értékesítette. A Mazda R360-at 1960-ban mutatták be, amit 1962-ben a Mazda Carol követett.

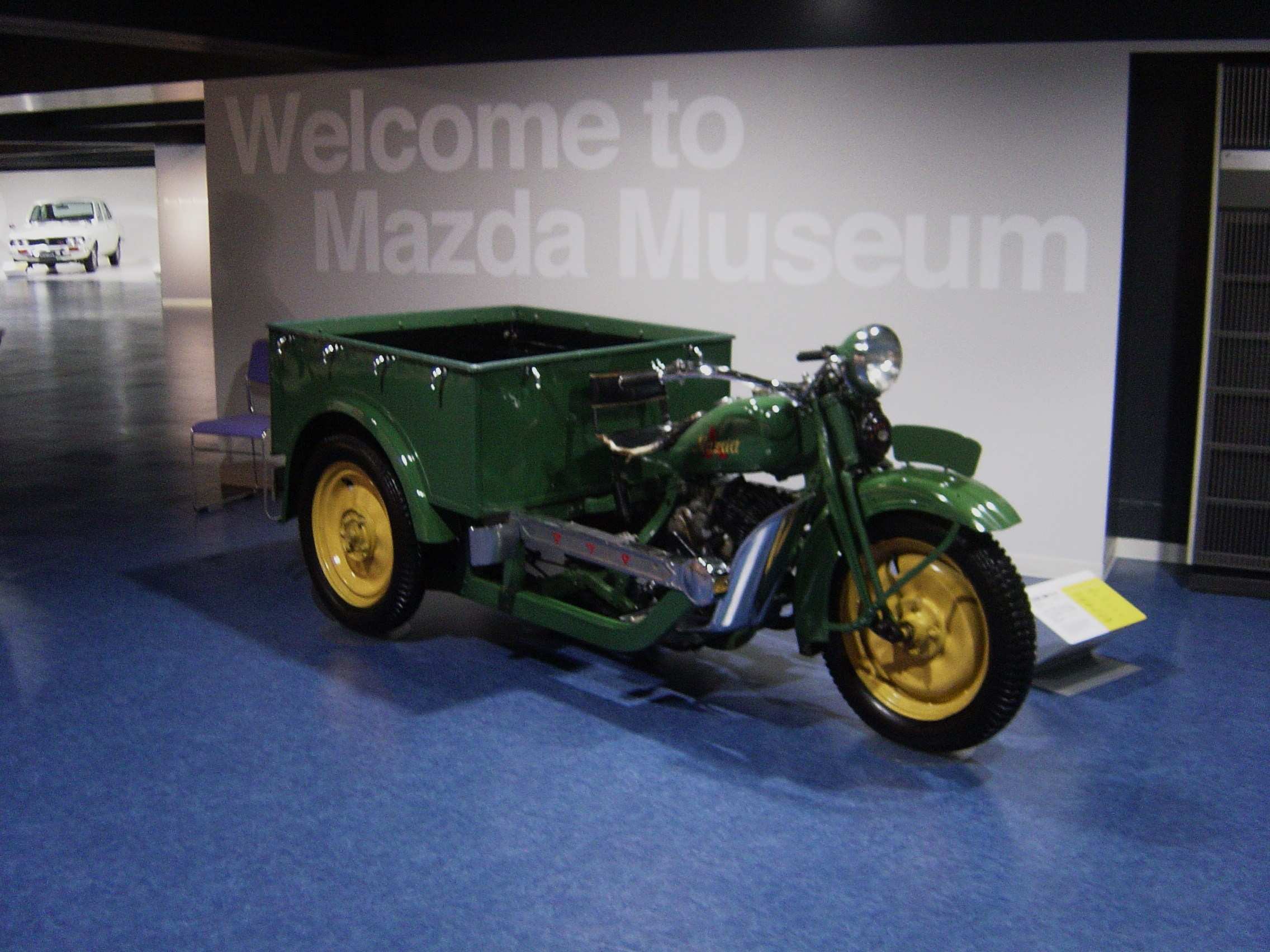
Mazdago

A Ford Motor Company tulajdonában kezdetben a Mazda 15%-a volt, azonban miután a Mazda pénzügyi válságba került a Ford 33,4%-ra növelte részesedését a Mazdában 1999. március 31-én, amivel megszerezte az ellenőrzést a vállalat felett. A Ford egyik vezetőjének, Mark Fieldsnek a nevéhez fűződik a Mazda kiemelése a válságból. A Ford több modelljét is Mazda-alapokra építette, mint például a Ford Probe-ot, az észak-amerikai Ford Escort későbbi modelljeit és a Mercury Tracert, valamint a Mazdával együttműködve fejlesztették ki a Ford Escape/Mazda Tribute párost.
A Mazda segített a Fordnak az 1991-es Explorer kifejlesztésében is, amit a Mazda 2 ajtós Navajó-ként árult 1991-1994 között. Furcsamód a Mazda verziója nem aratott sikert, míg a Ford (ami 4 és 2 ajtós változatban is elérhető volt) azonnal a SUV-eladási listák élére került, és meg is őrizte ezt a pozícióját egy évtizeden át. A Mazda a Ford Ranger pickupját használta az észak-amerikai piacra szánt saját B-series kisteherautóinak az alapjául. Ezek gyártását 1994-ben kezdte meg és a mai napig gyártja őket az Amerikai Egyesült Államokban. Azonban ma ezek az autók a Mazdától származó 2,3 literes soros, 4-hengeres motorral készülnek a régi Ford Lima 2,3 literes soros, 4-hengeres helyett. 3,0 literes és 4,0 literes Ford V6-os motorokkal is kapható volt az autó (igaz a 3,0 literes erőforrással csak a 2007-es modellévig), valamint négykerék-hajtással és 4 ajtós kivitelben is (jóllehet nem hagyományos hátsó ajtókkal, mint amilyennek a GM és a Nissan által készített modellek kabinja volt felszerelve, vagy amilyennel a Ford is kínálta a Sport Tracet).
Egy 1979-es alku lehetővé tette a Ford számára, hogy Mazda emblémával áruljon Fordokat Ázsiában és Ausztráliában. Így árulták a Ford Lasert és a Ford Telstart. Ezek a modellek váltották le azokat a Ford Europe-tól származó modelleket, amelyeket az 1970-es években árultak. A Ford arra is felhasználta a Mazda modelleket, hogy létrehozza a saját kiskereskedelmi hálózatát Japánban. Az Autorama autókereskedői árulták ezeket az autókat és a Ford US és Ford Europe modelljeit is. A Ford gyártmányok Mazda emblémával történő értékesítését 2000 után fejezték be, amikor a Ford a Lasert a már Ford név alatt futó Focusszal, a Telstart pedig a szintén Ford márkanév alatt futó Mondeóval cserélte le.
Ennek a fordítottja történt Európában, ahol a Mazda saját emblémájával árult Ford modelleket. Például a Ford Fiestára alapuló Mazda 121-et. A Ford és a Mazda később még jobban elmélyítette az együttműködést, amikor közös padlólemezre kezdték építeni az autóikat.